# Allégations de tentative de coup d'État en 2022 en république démocratique du Congo
Les Allégations de tentative de coup d'État en 2022 en république démocratique du Congo sont rapportées le 8 février 2022, lorsque Félix Tshisekedi, le président du pays, mentionne une tentative de coup d'État le visant. Cette révélation survient alors que Tshisekedi participe au sommet de l'Union africaine à Addis-Abeba, dont il est le président en exercice. Les informations poussent Tshisekedi à quitter le sommet plus tôt pour faire face au conflit interne dans son pays,.

## Contexte
Depuis 2020, la région africaine connaît des vagues de coups d'État à la suite du coup d'État de 2020 au Mali. En 2022 ont lieu un coup d'État au Burkina Faso et un coup d'État raté en Guinée-Bissau. La vague de putschs devient l'un des principaux sujets de discussion du 35e sommet de l'Union africaine.

## Tentative de coup d'État
En février 2022, le président Félix Tshisekedi se rend à Addis-Abeba pour assister au 35e sommet de l'Union africaine en tant que président, dont le mandat touche à sa fin. Lors du sommet, Tshisekedi reçoit un rapport selon lequel le pays fait face à une menace pour la sécurité nationale. Cela conduit Tshisekedi à quitter brusquement le sommet pour traiter des questions de sécurité nationale dans son pays. Après les informations sur la menace, le porte-parole présidentiel Tharcisse Kasongo Mwema déclare à la télévision nationale que le gouvernement a trouvé la « preuve » de la menace à la sécurité nationale. Mwema déclare également qu'une enquête est en cours et qu'aucune tentative de déstabilisation du pays ne sera tolérée.
Le 9 février, l'assistant de sécurité de Tshisekedi, François Beya, aurait été arrêté selon le rapport du président de l'Association congolaise pour l'accès à la justice (ACAJ), Georges Kapiamba, qui, selon lui, aurait rencontré Beya pendant sa détention. Kapiamba déclare que Beya a nié toutes les allégations portées contre lui dont il n'a pas parlé publiquement. Le législateur de l'Union pour la démocratie et le progrès social, Auguy Kalonji, affirme que le pays a « échappé » au coup d'État sans préciser la personne à l'origine du projet de putsch.